# 三東工業社
株式会社三東工業社（さんとうこうぎょうしゃ、英: SANTO CORPORATION）は、滋賀県栗東市にある建設会社。

## 沿革
- 1954年7月 - 弥生工務店設立。
- 1958年3月 - 三東工業社に社名変更。
- 1995年3月 - 日本証券業協会に株式を店頭登録。
- 1999年9月 - 財団法人日本品質保証機構よりISO9001を認証取得。
- 2001年7月 - 財団法人日本品質保証機構よりＩSO14001を認証取得。
- 2003年1月 - 名古屋市中川区に所在の大洋基礎工業株式会社と業務提携。
- 2022年4月 - 東京証券取引所の市場区分の見直しにより、東京証券取引所のJASDAQ（スタンダード）からスタンダード市場に移行。
- 2023年4月 - 新和産業株式会社の共同出資により株式会社アンビエンタを設立。

## 会社概要
南海電気鉄道の鉄道工事に従事していた成瀬喬が個人経営で弥生工務店を創業、当初は土木工事の請負業務が主であった。人力作業が主力であった頃より作業効率化を推し進めるために当時は高価であった建機類を積極的に投入して作業に携わった。昭和40年代の建設ブームの頃に業容を拡大、総合建設会社を志向する。また、地域の環境に配慮した工法の開発・研究にも注力しており、滋賀県下での受注比率は約8割を占めている。

## 支店・営業所
- 大阪支店 - 大阪府大阪市天王寺区東高津町11番7号 上本町グランディムビル201号
- 大津営業所 - 滋賀県大津市長等3丁目2-23